# Frank Loesser
Francis (Frank) Henry Loesser (New York, 29 juni 1910 – aldaar, 28 juli 1969) was een Amerikaans componist en songwriter. Hij won zowel voor de muziek als voor de teksten van de shows Guys and Dolls en How To Succeed In Business Without Really Trying de Tony Award, maar ook een gedeeltelijke Pulitzerprijs voor drama voor de laatstgenoemde show. Verschillende van zijn liederen voor films waren genomineerd voor de Academy Award als beste lied en met zijn lied Baby, It's Cold Outside won hij ook een keer deze prestigieuze trofee.

## Levensloop
Loesser groeide op in een muzikale familie; zijn vader Henry Loesser was pianist en muziekpedagoog en zijn moeder Julia Loesser (geboren: Ehrlich) was pianobegeleidster. Ook zijn 16 jaar oudere halfbroer Arthur Loesser was een bekend concertpianist, musicoloog, muziekpedagoog en muziekcriticus. Frank Loesser kreeg muziekles van zijn ouders en van zijn halfbroer, maar ontving nooit een hogere muzikale opleiding. Weliswaar studeerde hij een jaar aan het City College of New York, maar hij brak deze studie in 1925 af. In het begin van de jaren 1930, gedurende de economische crisis, begon hij zijn beroepscarrière met diverse jobs bij dagbladen. Verder schreef hij liedteksten en manuscripten voor de omroep.
Na zijn vele diverse banen wilde hij schrijven voor de Tin Pan Alley en ondertekende diverse contracten met muziekuitgevers, voordat hij zijn andere contracten beëindigde. Zijn eerste bekende liedtekst is voor In Love with the Memory of You op muziek van William Schuman. Vanaf het midden van de jaren 1930 schreef hij voor revues van onder anderen Irving Actman, maar ook teksten voor melodieën van Joseph Brandfon en andere componisten, die voor de muziekuitgeverij Leo Feist Inc. werkten. Op 22 januari 1936 kwam in samenwerking met Irving Actman zijn eerste revue op het toneel van het 48th Street Theatre, een van de Broadwaytheaters, getiteld Illustrators’ Revue, maar het werd na vier dagen beëindigd. De hoofdrol in deze revue speelde de zangeres Mary Alice Blankenbaker, onder haar pseudoniem Lynn Garland, en zij huwden nog in hetzelfde jaar.
Nadat hij een zes maanden durend contract met Universal Pictures getekend had, vertrok hij met zijn vrouw naar Hollywood. Nadat de contract was afgelopen, stapte hij over naar Paramount Pictures. In Hollywood was hij vooral bezig als songwriter (Moon of Manakoora, Two Sleepy People, Heart and Soul en I Hear Music) voor vele films. Hij werkte samen met componisten zoals Alfred Newman, Arthur Schwartz, Burton Lane, Hoagy Carmichael, Friedrich Hollaender en Joseph J. Lilley. Een van de bekende liederen was See What the Boys in the Back Room Will Have op muziek van Friedrich Hollaender in de film Destry Rides Again (1939) gezongen door Marlene Dietrich, maar vooral zijn eerste hit Praise the Lord and Pass the Ammunition uit 1942. In deze tijd begon Loesser ook eigen werken te componeren.
Tijdens de Tweede Wereldoorlog diende hij bij de United States Air Force. Na de oorlog werd hij door de Broadwayproducenten Cy Feuer en Ernest Martin aangeworven voor de musicaladaptie van Charley's Tante, getiteld Where’s Charley?, terug naar New York. Hij kreeg de opdracht zowel de teksten te schrijven als de muziek te componeren. Hierop volgden musicalsuccessen zoals Guys and Dolls (1950), bekroond met twee Tony Awards, The Most Happy Fella (1956), Greenwillow (1960) en How to Succeed in Business Without Really Trying (1961). Een buitengewoon succes had hij met het filmmusical Hans Christian Andersen. In 1950 richtte hij ook een eigen muziekuitgeverij, de Frank Music Corporation, op.
Frank Loesser stierf in 1969 op 59-jarige leeftijd aan de gevolgen van longkanker in het Mount Sinai Hospital in New York.

## Composities

### Werken voor harmonieorkest
- 1953 Ouverture tot het filmmusical "Hans Christian Andersen" – bewerkt door Walter Beeler
- 1972 Suite uit het filmmusical "Hans Christian Andersen" – bewerkt door Howard Cable
- Ouverture tot het musical "Guys and Dolls" – bewerkt door Philip J. Lang
- Praise the Lord and Pass the Ammunition – bewerkt door G. Briegel
- Selectie uit het musical "Guys and Dolls"
- Selectie uit het musical "The Most Happy Fella"

### Muziektheater

#### Musicals
| Voltooid in | titel                                            | uitvoeringen | première                                                                            | libretto                                                                         | verdere liedteksten | choreografie      |
| ----------- | ------------------------------------------------ | ------------ | ----------------------------------------------------------------------------------- | -------------------------------------------------------------------------------- | ------------------- | ----------------- |
| 1948        | Where's Charley?                                 | 916          | 11 oktober 1948, New York, St. James Theatre                                        | George Abbott, gebaseerd op "Charley's Aunt" van Brandon Thomas                  | van de componist    | George Balanchine |
| 1950        | Guys and Dolls – A Musical Fable of Broadway     | 2734         | 24 november 1950, New York, 46th Street Theatre                                     | Abe Burrows en Jo Swerling gebaseerd op een verhaal en personen van Damon Runyon | van de componist    |                   |
| 1956        | The Most Happy Fella                             | 974          | 3 mei 1956, New York, Imperial Theatre; 21 oktober 1957, New York, Broadway Theatre | van de componist; gebaseerd op "They Knew What They Wanted" van Sidney Howard    | van de componist    | Dania Krupska     |
| 1960        | Greenwillow                                      | 97           | 8 maart 1960, New York, Alvin Theatre                                               | Lesser Samuels en de componist gebaseerd op een novel van Beatrice Joy Chute     | van de componist    | Joe Layton        |
| 1961        | How to Succeed in Business Without Really Trying | 2437         | 12 oktober 1961, New York, 46th Street Theatre                                      | Abe Burrows, Jack Weinstock en Willie Gilbert                                    | van de componist    | Hugh Lambert      |

### Vocale muziek

#### Liederen
- 1942 Praise the Lord and Pass the Ammunition
- 1943 The Ballad of Rodger Young

### Filmmuziek
- 1942 Can't Get Out of This Mood, voor de film "7 Day's Leave"
- 1942 I Don't Want to Walk Without You, voor de film "Sweater Girl"
- 1943 Let's Get Lost, voor de film "Happy Go Lucky"
- 1944 Spring Will Be a Little Late This Year voor de film "Christmas Holiday"
- 1947 What Are You Doing New Year's Eve?
- 1948 On a Slow Boat to China
- 1949 Baby, It's Cold Outside voor de film "Neptune's Daughter"
- 1952 Hans Christian Andersen